# ПЗЛ P-6
ПЗЛ P-6 (пољ. PZL P-6) је пољски ловачки авион. Први лет авиона је извршен 1930. године. 

Размах крила је био 10,30 метара а дужина 7,16 метара. Маса празног авиона је износила 883 kg а нормална полетна маса 1340 kg.

## Наоружање
| Наоружање авиона: ПЗЛ          |          |
| Ватрено (стрељачко) наоружање  |          |
| Топ                            |          |
| Митраљез                       |          |
| Број и ознака митраљеза        | 2 Викерс |
| Калибар                        | 7,7      |
| Бомбардерско наоружање (бомбе) |          |
| Ракетно наоружање (ракете)     |          |